# Metáforas que comparam beisebol a sexo
As metáforas que comparam beisebol a sexo são gírias estadunidenses frequentemente usadas como eufemismos para o grau de intimidade física alcançado em interações ou relações sexuais. Popularizadas após a após a Segunda Guerra Mundial, elas descrevem as atividades sexuais como se fossem ações em um jogo de beisebol.  O beisebol também serviu de contexto para metáforas sobre papéis sexuais e identidade.

## Percorrendo as bases
Entre as metáforas mais comumente usadas está o progresso do percurso de um batedor e corredor de base para descrever os níveis de intimidade física entre duas pessoas, geralmente através de uma perspectiva heterossexual. As definições variam, mas os usos típicos das expressões incluem:
- Strikeout – falha em se envolver em qualquer forma de preliminares ou outra atividade sexual;
- Primeira-base – beijo nos lábios, principalmente beijo francês;
- Segunda-base – toque ou beijo nos seios ou, em alguns contextos, pode se referir a tocar qualquer zona erógena através da roupa (ou seja, sem realmente tocar na pele);
- Terceira-base – toque abaixo da cintura (sem relação sexual) ou estimulação manual dos órgãos genitais; em alguns contextos, pode se referir à estimulação oral dos órgãos genitais;
- Home run  – relação sexual com penetração.

As metáforas são encontradas de várias formas na cultura popular estadunidense, um exemplo bem conhecido sendo na música do artista Meat Loaf "Paradise by the Dashboard Light", que descreve um jovem casal "se agarrando", com um comentário em off de uma parte de uma jogo de beisebol, como uma metáfora para as atividades do casal.  Um exemplo semelhante pode ser encontrado na música "Zanzibar" de Billy Joel, na qual ele se compara ao famoso jogador de beisebol Pete Rose e canta os versos: "Me, I'm trying just to get to second base and I'd steal it if she only gave the sign. She's gonna give the go ahead, the inning isn't over yet for me.", que podem ser traduzidos para "Eu só estou tentando chegar à segunda-base e eu a roubaria se ela apenas desse o sinal. Ela vai precisar me deixar ir adiante, a entrada ainda não acabou para mim."  A canção de" Swing ", lançada em 2006 por Trace Adkin também faz referência às mesmas metáforas..
As funções de beisebol são usadas como uma referência codificada aos papéis desempenhados por homens que fazem sexo com homens : 
- Arremessador – o parceiro penetrante no sexo anal
- Catcher – o parceiro receptivo no sexo anal

Metáforas semelhantes para a identidade sexual incluem:
- Switch hitter - um indivíduo bissexual, referindo-se a um jogador que pode rebater de qualquer lado [8]
- Jogando para o outro time também Rebatendo para o outro time – indicando que uma pessoa é gay ou lésbica [9]
- Jogando para ambas as equipes também Rebatendo para ambas as equipes – indicando que uma pessoa é bissexual [10]